# Dave Mattacks

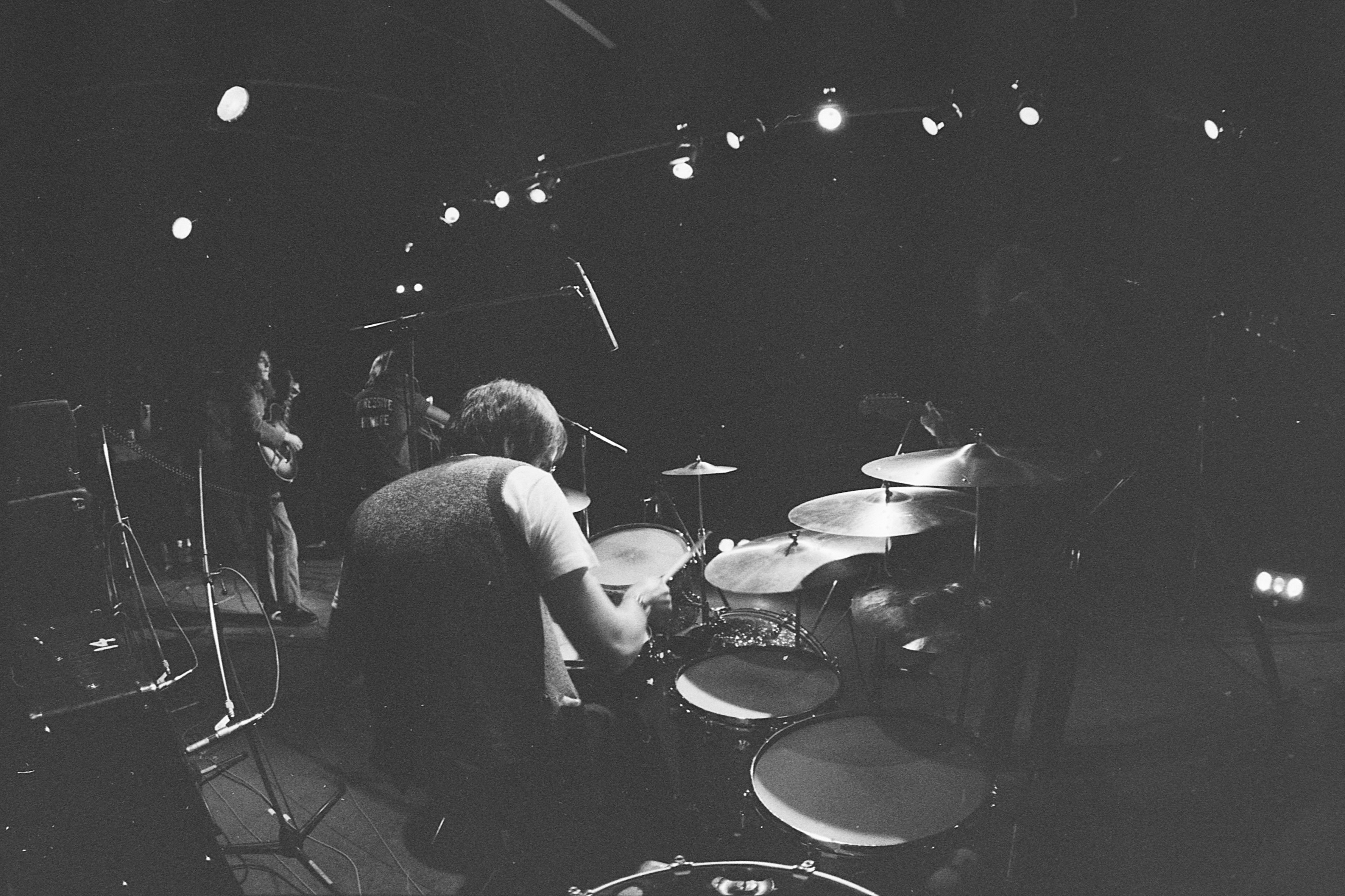
Dave Mattacks (Kralingen 1970)

Dave Mattacks, född 13 mars 1948 i Edgware, England, är en brittisk trummis, sedan 1998 boende i USA.
Mattacks blev 1969 medlem i folkrockgruppen Fairport Convention. Han har varit med i bandet i tre perioder, 1969-1971, 1973-1975 och 1985-1998. Med Fairport Convention skapade han en norm för folkrocktrummisar som följs än idag. Ett bra exempel är hans insats på det instrumentala medleyt på skivan Liege & Lief. Mattacks har också varit flitigt anlitad som studiomusiker, bland annat av Paul McCartney, Nick Drake och Brian Eno, och spelat i olika jazzkonstellationer.